# Fernand (film, 1980)
Pour les articles homonymes, voir Fernand.
Pour plus de détails, voir Fiche technique et Distribution.
Fernand est un film français réalisé par René Féret, sorti en 1980.

## Fiche technique
- Titre : Fernand
- Réalisation : René Féret
- Scénario : Christian Drillaud, René Féret, Robert Guédiguian
- Dialogues : René Féret
- Photographie : Gilberto Azevedo
- Son : Alix Comte
- Décors : Carlos Conti
- Costumes : Hilton McConnico
- Musique : Michel Cœuriot
- Montage : Christiane Lack
- Production : CAA - Les Films de l'Arquebuse - Maison de la Culture de la Seine-Saint-Denis
- Directeur de production : Jean-Patrick Lebel
- Tournage : du 6 août au 22 septembre 1979
- Pays d'origine :  France
- Durée : 90 minutes
- Date de sortie : France, 27 février 1980

## Distribution
- Bernard Bloch : Fernand
- Jany Gastaldi : Nina
- Yves Reynaud : Mickey
- Dominique Arden : Marguerite
- Roland Amstutz : Roméo
- André Lacombe : Raoul
- Michel Amphoux : Babar